# 鼻川神社
鼻川神社（はなかわじんじゃ）は大阪市西淀川区花川に鎮座する神社。

## 祭神
- 神功皇后
- 素盞嗚尊

## 歴史
鼻川(花川)地区に古くから伝わる神社の一つであり、神功皇后が朝鮮半島への遠征の帰りにこの地に立ち寄り、鼻川の地名を命名したとの伝説が残る。そのため、八坂神社系統であるが主祭神として素戔嗚尊だけでなく神功皇后も並列されている。
- 明治30年（1897年） - 淀川改修工事で河川敷となる。
- 明治43年（1910年） - 姫嶋神社に合祀される。
- 大正13年（1924年） - 姫嶋神社より独立。
- 昭和9年（1934年） - 社殿を再建。
当社には珍しい「無言の神事」が伝承されている[1]。

## 境内
- 稲荷神社

## 交通
- 阪神本線姫島駅より 東へ徒歩11分